# Sons of Seasons
Sons of Seasons est un groupe de metal symphonique allemand, originaire d'Aix-la-Chapelle, en Rhénanie-du-Nord-Westphalie. Leur premier album Gods of Vermin est sorti en avril 2009 et leur second, Magnisphyricon, le 1er avril 2011.

## Biographie
Sons of Seasons est formé en janvier 2007 à Aix-la-Chapelle, en Rhénanie-du-Nord-Westphalie, par Oliver Palotai, qui faisait alors partie de Blaze avec Daniel Schild et Luca Princiotta. Toutefois, en raison de désaccords multiples avec le nouveau management, le groupe entier choisit de se séparer de Blaze. Palotai décide alors de créer son propre groupe, et engage Luca Princiotta et Daniel Schild au printemps 2007 ; le bassiste Jürgen Steinmetz les rejoint l'été suivant. C'est également à l'été 2007 que le premier chanteur du groupe, Tijs Vanneste, est recruté. Cependant, le planning des tournées ne correspondant pas à son emploi du temps, il quitte Sons of Seasons.
Pendant une tournée au Japon, Palotai rencontre Basse, chanteur de Metalium, qu'il contacte fin 2007 pour lui présenter ses nouvelles chansons. Basse sent tout de suite un intérêt musical commun et rejoint le groupe en tant que chanteur. Princiotta quitte à son tour le groupe en novembre 2008 et est remplacé par Pepe Pierez en avril 2009. Sons of Seasons commence sa première tournée en 2009 entre avril et mai à l'international, avec la sortie de l'album Gods of Vermin.
Après une tournée avec des artistes tels Doro, Rage et Lacrimas Profundere, Sons of Seasons sort son deuxième album, Magnisphyricon, le 1er avril 2011. En avril 2013, le groupe se sépare du chanteur Henning Basse.

## Membres

### Membres actuels
- Oliver Palotai - clavier, composition (depuis 2007)
- Jürgen Steinmetz - basse (depuis 2007)
- Daniel Schild - batterie (depuis 2007)
- Pepe Pierez - guitare (depuis 2009)

### Anciens membres
- Tijs Vanneste - chant (2007)
- Luca Princiotta - guitare (2007-2008)
- Henning Basse - chant (2007-2013)

## Discographie

### Albums studio
- 2009 : Gods of Vermin
- 2011 : Magnisphyricon